# Deutscher Sportclub Arminia Bielefeld 2001-2002
Questa voce raccoglie le informazioni riguardanti il Deutscher Sportclub Arminia Bielefeld nelle competizioni ufficiali della stagione 2001-2002.

## Stagione
Nella stagione 2001-2002 l'Arminia Bielefeld, allenato da Benno Möhlmann, concluse il campionato di 2. Bundesliga al 2º posto e fu promosso in Bundesliga. In Coppa di Germania l'Arminia Bielefeld fu eliminato al secondo turno dallo Schalke 04.

## Rosa
| N. |                     | Ruolo | Calciatore           |
| -- | ------------------- | ----- | -------------------- |
| 1  | Germania (bandiera) | P     | Mathias Hain         |
| 2  | Germania (bandiera) | D     | Alexander Klitzpera  |
| 3  | Brasile (bandiera)  | D     | Márcio Borges        |
| 4  | Germania (bandiera) | D     | Bastian Reinhardt    |
| 5  | Germania (bandiera) | C     | Christoph Dabrowski  |
| 6  | Germania (bandiera) | C     | Detlev Dammeier      |
| 7  | Germania (bandiera) | C     | Jörg Bode            |
| 8  | Germania (bandiera) | C     | Massimilian Porcello |
| 9  | Ghana (bandiera)    | A     | Lawrence Adjei       |
| 10 | Albania (bandiera)  | C     | Fatmir Vata          |
| 11 | Germania (bandiera) | A     | Christian Wück       |
| 12 | Germania (bandiera) | C     | Rüdiger Kauf         |
| 13 | Germania (bandiera) | C     | Michael Sternkopf    |
| 14 | Croazia (bandiera)  | A     | Ilija Aračić         |
| 15 | Polonia (bandiera)  | D     | Daniel Bogusz        |

| N. |                     | Ruolo | Calciatore         |
| -- | ------------------- | ----- | ------------------ |
| 16 | Germania (bandiera) | C     | André Hofschneider |
| 17 | Polonia (bandiera)  | C     | Bartosz Partyka    |
| 18 | Polonia (bandiera)  | A     | Artur Wichniarek   |
| 19 | Senegal (bandiera)  | A     | Momo Diabang       |
| 20 | Germania (bandiera) | A     | Dirk van der Ven   |
| 21 | Germania (bandiera) | D     | Arne Friedrich     |
| 22 | Turchia (bandiera)  | C     | Erhan Albayrak     |
| 23 | Germania (bandiera) | P     | Dennis Eilhoff     |
| 24 | Germania (bandiera) | C     | Tobias Schäper     |
| 25 | Germania (bandiera) | D     | Carsten Rump       |
| 26 | Germania (bandiera) | P     | Heinz Müller       |
| 27 | Germania (bandiera) | D     | Martin Amedick     |
| 28 | Germania (bandiera) | C     | Dirk Flock         |
| 30 | Germania (bandiera) | C     | Ansgar Brinkmann   |
| 31 | Germania (bandiera) | P     | Benjamin Finke     |

## Organigramma societario
Area tecnica
- Allenatore: Benno Möhlmann
- Allenatore in seconda: Frank Geideck
- Preparatore dei portieri:
- Preparatori atletici:

## Calciomercato

### Sessione estiva
| Acquisti | Acquisti            | Acquisti         | Acquisti |
| R.       | Nome                | da               | Modalità |
| -------- | ------------------- | ---------------- | -------- |
| C        | Erhan Albayrak      | Gaziantepspor    |          |
| C        | Ansgar Brinkmann    | Osnabrück        |          |
| C        | Christoph Dabrowski | Werder Brema     |          |
| C        | Rüdiger Kauf        | Stoccarda        |          |
| C        | Łukasz Kwasniok     | Sandhausen       |          |
| P        | Heinz Müller        | Hannover 96      |          |
| C        | Fatmir Vata         | Waldhof Mannheim |          |

| Cessioni | Cessioni             | Cessioni            | Cessioni |
| R.       | Nome                 | da                  | Modalità |
| -------- | -------------------- | ------------------- | -------- |
| C        | Everson              | Osnabrück           |          |
| D        | Thomas Gansauge      | Rot-Weiß Erfurt     |          |
| A        | Bruno Labbadia       | Karlsruhe           |          |
| D        | Roberto Straal       | Schwarz-Weiß Rehden |          |
| C        | Markus Weissenberger | Monaco 1860         |          |

### Sessione invernale
| Acquisti | Acquisti       | Acquisti      | Acquisti |
| R.       | Nome           | da            | Modalità |
| -------- | -------------- | ------------- | -------- |
| A        | Lawrence Adjei | Spartak Mosca |          |
| D        | Daniel Bogusz  | Widzew Łódź   |          |

| Cessioni | Cessioni        | Cessioni   | Cessioni |
| R.       | Nome            | da         | Modalità |
| -------- | --------------- | ---------- | -------- |
| P        | Zdenko Miletić  | Augusta    |          |
| C        | Łukasz Kwasniok | Rastatt 04 |          |

## Risultati

### 2. Bundesliga

#### Girone di andata
| Arbitro: | Berg |

|  |           |           |
|  | Marcatori | 90’ Röver |

| Arbitro: | Kemmling |

|                           |           |                                        |
| Gerster 42’ Schmiedel 88’ | Marcatori | 8’ Brinkmann 36’ Wichniarek 89’ Borges |

| Arbitro: | Frank |

|                                                                     |           |  |
| Dabrowski 1’ Wichniarek 27’ Dammeier 30’ van der Ven 57’ Aračić 77’ | Marcatori |  |

| Arbitro: | Gräfe |

|             |           |  |
| Seufert 83’ | Marcatori |  |

| Arbitro: | Kammerer |

|                                                 |           |           |
| Wichniarek 25’ (rig.), 34’ (rig.) Brinkmann 80’ | Marcatori | 52’ Choji |

| Arbitro: | Brych |

|  |           |                    |
|  | Marcatori | 47’, 73’ Reinhardt |

| Arbitro: | Sippel |

|  |           |            |
|  | Marcatori | 78’ Borges |

| Arbitro: | Wagner |

|                       |           |                      |
| Vata 3’ Klitzpera 71’ | Marcatori | 38’ Drsek 44’ Köhler |

| Arbitro: | Kircher |

|  |           |                |
|  | Marcatori | 32’ Wichniarek |

| Arbitro: | Kemmling |

|                                           |           |            |
| Dammeier 20’ Vata 53’, 76’ Wichniarek 71’ | Marcatori | 67’ Ristić |

| Arbitro: | Weiner |

|                             |           |                                    |
| Spanier 14’ Bayock 33’, 83’ | Marcatori | 7’ (rig.) Wichniarek 49’ Brinkmann |

| Arbitro: | Wezel |

|                         |           |  |
| Wichniarek 22’ Vata 89’ | Marcatori |  |

| Bochum 17 novembre 2001, ore 15:00 CET 13ª giornata | Bochum | 0 – 0 referto | Arminia Bielefeld | Ruhrstadion (13 244 spett.)\| Arbitro: \| Meyer \| |
| Arbitro:                                            | Meyer  |               |                   |                                                    |

| Arbitro: | Weber |

|  |           |             |
|  | Marcatori | 64’ Voronin |

| Arbitro: | Wack |

|                                                    |           |                                                       |
| Stendel 23’ Štefulj 29’ Żuraw 82’ Šimák 90’ (rig.) | Marcatori | 40’ (rig.), 47’ Wichniarek 45’ van der Ven 84’ Borges |

| Arbitro: | Stark |

|                                     |           |                 |
| Vata 6’ Brinkmann 72’ Dabrowski 74’ | Marcatori | 42’ (rig.) Judt |

| Arbitro: | Fleischer |

|           |           |                 |
| Bella 75’ | Marcatori | 82’ van der Ven |

#### Girone di ritorno
| Arbitro: | Schößling |

|  |           |                                    |
|  | Marcatori | 67’ Wichniarek 79’ (rig.) Albayrak |

| Arbitro: | Keßler |

|                |           |            |
| Wichniarek 61’ | Marcatori | 90’ Becker |

| Arbitro: | Minskowski |

|             |           |                |
| Montero 85’ | Marcatori | 35’ Wichniarek |

| Arbitro: | Aust |

|                    |           |               |
| Wichniarek 4’, 28’ | Marcatori | 53’ Melunovic |

| Arbitro: | Weber |

|  |           |                             |
|  | Marcatori | 75’ Albayrak 89’ Wichniarek |

| Arbitro: | Steinborn |

|                                              |           |                  |
| Dammeier 33’, 76’ Albayrak 46’ Brinkmann 78’ | Marcatori | 56’ (rig.) Ćirić |

| Arbitro: | Voss |

|          |           |              |
| Wück 82’ | Marcatori | 30’ Labbadia |

| Arbitro: | Trautmann |

|                           |           |            |
| Voss 59’ Zeyer 67’ (rig.) | Marcatori | 17’ Borges |

| Arbitro: | Fandel |

|                                              |           |                           |
| van der Ven 45’ Boy 58’ (aut.) Reinhardt 90’ | Marcatori | 23’ Amanatidīs 47’ Hagner |

| Arbitro: | Sippel |

|                        |           |                     |
| Ristić 25’ Vidolov 53’ | Marcatori | 50’ (rig.) Albayrak |

| Arbitro: | Lange |

|                                                   |           |          |
| Albayrak 4’ (rig.), 58’, 61’ (rig.) Dabrowski 13’ | Marcatori | 30’ Daun |

| Arbitro: | Weiner |

|                   |           |                                   |
| Bugera 44’ (rig.) | Marcatori | 70’ Adjei 82’ (rig.), 87’ Diabang |

| Arbitro: | Stark |

|                                               |           |  |
| Kauf 36’ Hofschneider 77’ Albayrak 82’ (rig.) | Marcatori |  |

| Arbitro: | Wack |

|                                       |           |               |
| N'Kufo 2’, 22’ (rig.), 89’ Kramny 64’ | Marcatori | 7’ Wichniarek |

| Arbitro: | Gagelmann |

|                                          |           |                     |
| Diabang 11’ Wichniarek 25’ Dabrowski 68’ | Marcatori | 15’ Diouf 20’ Casey |

| Oberhausen 28 aprile 2002, ore 15:00 CEST 33ª giornata | RW Oberhausen | 0 – 0 referto | Arminia Bielefeld | Niederrheinstadion (8 417 spett.)\| Arbitro: \| Meyer \| |
| Arbitro:                                               | Meyer         |               |                   |                                                          |

| Arbitro: | Strampe |

|                                |           |              |
| Borges 12’ Wichniarek 39’, 51’ | Marcatori | 45’ Feinbier |

### Coppa di Germania
| Arbitro: | Rafati |

|  |           |                                               |
|  | Marcatori | 11’ Borges 13’ Kauf 74’ van der Ven 88’ Flock |

| Arbitro: | Aust |

|                |           |                     |
| Wichniarek 57’ | Marcatori | 27’ Sand 90’ Möller |

## Statistiche

### Statistiche di squadra
| Competizione      | Punti | In casa | In casa | In casa | In casa | In casa | In casa | In trasferta | In trasferta | In trasferta | In trasferta | In trasferta | In trasferta | Totale | Totale | Totale | Totale | Totale | Totale | DR  |
| Competizione      | Punti | G       | V       | N       | P       | Gf      | Gs      | G            | V            | N            | P            | Gf           | Gs           | G      | V      | N      | P      | Gf     | Gs     | DR  |
| ----------------- | ----- | ------- | ------- | ------- | ------- | ------- | ------- | ------------ | ------------ | ------------ | ------------ | ------------ | ------------ | ------ | ------ | ------ | ------ | ------ | ------ | --- |
| 2. Bundesliga     | 65    | 17      | 12      | 3       | 2       | 43      | 17      | 17           | 7            | 5            | 5            | 25           | 21           | 34     | 19     | 8      | 7      | 68     | 38     | +30 |
| Coppa di Germania | -     | 1       | 0       | 0       | 1       | 1       | 2       | 1            | 1            | 0            | 0            | 4            | 0            | 2      | 1      | 0      | 1      | 5      | 2      | +3  |
| Totale            | 65    | 18      | 12      | 3       | 3       | 44      | 19      | 18           | 8            | 5            | 5            | 29           | 21           | 36     | 20     | 8      | 8      | 73     | 40     | +33 |

### Andamento in campionato
| Giornata  | 1  | 2  | 3 | 4  | 5 | 6 | 7 | 8 | 9 | 10 | 11 | 12 | 13 | 14 | 15 | 16 | 17 | 18 | 19 | 20 | 21 | 22 | 23 | 24 | 25 | 26 | 27 | 28 | 29 | 30 | 31 | 32 | 33 | 34 |
| --------- | -- | -- | - | -- | - | - | - | - | - | -- | -- | -- | -- | -- | -- | -- | -- | -- | -- | -- | -- | -- | -- | -- | -- | -- | -- | -- | -- | -- | -- | -- | -- | -- |
| Luogo     | C  | T  | C | T  | C | T | T | C | T | C  | T  | C  | T  | C  | T  | C  | T  | T  | C  | T  | C  | T  | C  | C  | T  | C  | T  | C  | T  | C  | T  | C  | T  | C  |
| Risultato | P  | V  | V | P  | V | V | V | N | V | V  | P  | V  | N  | P  | N  | V  | N  | V  | N  | N  | V  | V  | V  | N  | P  | V  | P  | V  | V  | V  | P  | V  | N  | V  |
| Posizione | 12 | 10 | 5 | 11 | 7 | 4 | 3 | 5 | 3 | 3  | 3  | 3  | 3  | 3  | 3  | 3  | 3  | 3  | 3  | 3  | 3  | 3  | 2  | 4  | 4  | 2  | 4  | 3  | 3  | 3  | 3  | 3  | 3  | 2  |

Legenda:

Luogo: C = Casa; T = Trasferta. Risultato: V = Vittoria; N = Pareggio; P = Sconfitta.

### Statistiche dei giocatori
!! colspan="4" | Totale

| Giocatore       | 2. Bundesliga | 2. Bundesliga | 2. Bundesliga | 2. Bundesliga | Coppa di Germania L. Adjei | Coppa di Germania L. Adjei | Coppa di Germania L. Adjei | Coppa di Germania L. Adjei | 5        | 1    | 0           | 0          | 0 | 0 | 0 | 0 | 5 | 1 | 0 | 0 |
| Giocatore       | Presenze      | Reti          | Ammonizioni   | Espulsioni    | Presenze                   | Reti                       | Ammonizioni                | Espulsioni                 | Presenze | Reti | Ammonizioni | Espulsioni |   |   |   |   |   |   |   |   |
| E. Albayrak     | 27            | 8             | 7             | 0             | 1                          | 0                          | 0                          | 0                          | 28       | 8    | 7           | 0          |   |   |   |   |   |   |   |   |
| M. Amedick      | 0             | 0             | 0             | 0             | 0                          | 0                          | 0                          | 0                          | 0        | 0    | 0           | 0          |   |   |   |   |   |   |   |   |
| I. Aračić       | 15            | 1             | 1             | 0             | 0                          | 0                          | 0                          | 0                          | 15       | 1    | 1           | 0          |   |   |   |   |   |   |   |   |
| J. Bode         | 10            | 0             | 0             | 0             | 0                          | 0                          | 0                          | 0                          | 10       | 0    | 0           | 0          |   |   |   |   |   |   |   |   |
| D. Bogusz       | 14            | 0             | 2             | 0             | 0                          | 0                          | 0                          | 0                          | 14       | 0    | 2           | 0          |   |   |   |   |   |   |   |   |
| M. Borges       | 31            | 5             | 11            | 1             | 2                          | 1                          | 1                          | 0                          | 33       | 6    | 12          | 1          |   |   |   |   |   |   |   |   |
| A. Brinkmann    | 27            | 5             | 6             | 1             | 2                          | 0                          | 0                          | 0                          | 29       | 5    | 6           | 1          |   |   |   |   |   |   |   |   |
| C. Dabrowski    | 30            | 4             | 7             | 1             | 2                          | 0                          | 0                          | 0                          | 32       | 4    | 7           | 1          |   |   |   |   |   |   |   |   |
| D. Dammeier     | 31            | 4             | 6             | 0             | 2                          | 0                          | 1                          | 0                          | 33       | 4    | 7           | 0          |   |   |   |   |   |   |   |   |
| M. Diabang      | 18            | 3             | 0             | 0             | 0                          | 0                          | 0                          | 0                          | 18       | 3    | 0           | 0          |   |   |   |   |   |   |   |   |
| D. Eilhoff      | 0             | 0             | 0             | 0             | 0                          | 0                          | 0                          | 0                          | 0        | 0    | 0           | 0          |   |   |   |   |   |   |   |   |
| B. Finke        | 0             | 0             | 0             | 0             | 0                          | 0                          | 0                          | 0                          | 0        | 0    | 0           | 0          |   |   |   |   |   |   |   |   |
| D. Flock        | 5             | 0             | 1             | 0             | 1                          | 1                          | 0                          | 0                          | 6        | 1    | 1           | 0          |   |   |   |   |   |   |   |   |
| A. Friedrich    | 22            | 0             | 3             | 0             | 2                          | 0                          | 0                          | 0                          | 24       | 0    | 3           | 0          |   |   |   |   |   |   |   |   |
| M. Hain         | 33            | 0             | 3             | 0             | 2                          | 0                          | 0                          | 0                          | 35       | 0    | 3           | 0          |   |   |   |   |   |   |   |   |
| A. Hofschneider | 7             | 1             | 0             | 0             | 0                          | 0                          | 0                          | 0                          | 7        | 1    | 0           | 0          |   |   |   |   |   |   |   |   |
| R. Kauf         | 32            | 1             | 8             | 0             | 2                          | 1                          | 0                          | 0                          | 34       | 2    | 8           | 0          |   |   |   |   |   |   |   |   |
| A. Klitzpera    | 25            | 1             | 4             | 0             | 2                          | 0                          | 1                          | 0                          | 27       | 1    | 5           | 0          |   |   |   |   |   |   |   |   |
| H. Müller       | 1             | 0             | 0             | 0             | 0                          | 0                          | 0                          | 0                          | 1        | 0    | 0           | 0          |   |   |   |   |   |   |   |   |
| B. Partyka      | 0             | 0             | 0             | 0             | 0                          | 0                          | 0                          | 0                          | 0        | 0    | 0           | 0          |   |   |   |   |   |   |   |   |
| M. Porcello     | 9             | 0             | 0             | 0             | 0                          | 0                          | 0                          | 0                          | 9        | 0    | 0           | 0          |   |   |   |   |   |   |   |   |
| B. Reinhardt    | 33            | 3             | 6             | 0             | 2                          | 0                          | 0                          | 0                          | 35       | 3    | 6           | 0          |   |   |   |   |   |   |   |   |
| C. Rump         | 1             | 0             | 0             | 0             | 0                          | 0                          | 0                          | 0                          | 1        | 0    | 0           | 0          |   |   |   |   |   |   |   |   |
| T. Schäper      | 0             | 0             | 0             | 0             | 0                          | 0                          | 0                          | 0                          | 0        | 0    | 0           | 0          |   |   |   |   |   |   |   |   |
| M. Sternkopf    | 9             | 0             | 0             | 0             | 1                          | 0                          | 0                          | 0                          | 10       | 0    | 0           | 0          |   |   |   |   |   |   |   |   |
| F. Vata         | 16            | 5             | 3             | 0             | 2                          | 0                          | 0                          | 0                          | 18       | 5    | 3           | 0          |   |   |   |   |   |   |   |   |
| A. Wichniarek   | 29            | 20            | 1             | 0             | 2                          | 1                          | 0                          | 0                          | 31       | 21   | 1           | 0          |   |   |   |   |   |   |   |   |
| C. Wück         | 11            | 1             | 1             | 0             | 0                          | 0                          | 0                          | 0                          | 11       | 1    | 1           | 0          |   |   |   |   |   |   |   |   |
| D. van der Ven  | 27            | 4             | 2             | 0             | 1                          | 1                          | 0                          | 0                          | 28       | 5    | 2           | 0          |   |   |   |   |   |   |   |   |